# John Playfair
John Playfair (Forfarshire, 10 marzo 1748 – Burntisland, 28 luglio 1819) è stato un matematico e filosofo scozzese.
Fu professore prima di matematica e poi di filosofia naturale all'Università di Edimburgo. Egli è forse soprattutto noto per il suo libro Illustrations of the Huttonian Theory of the Earth - Illustrazioni della teoria huttoniana della Terra (1802), scritto con l'unico obiettivo di chiarire ciò che James Hutton aveva già dimostrato. È stato attraverso questo libro che il principio di Hutton di uniformitarismo, successivamente ripreso da Charles Lyell, ha raggiunto il vasto pubblico. Il libro di testo di Playfair Elementi di Geometria è famoso, specialmente nella letteratura anglosassone, per la riformulazione dell'assioma euclideo relativo alle parallele noto ora come assioma di Playfair (1795).

## Vita e studi
Era il figlio maggiore del Reverendo James Playfair, ministro di Benvie, una piccola cittadina vicino Dundee, Scozia. Fu educato da suo padre in casa fino all'età di quattordici anni, quando fu inviato all'Università di St. Andrews a studiare per una laurea generale con l'obiettivo di prendere i voti ed entrare in Chiesa. Nel 1762 ottenne una borsa di studio per l'università, e lì la sua attitudine e acume nello studio gli valsero sia il rispetto che l'amicizia dei suoi professori. Il suo progresso nelle scienze matematiche fu così rapido che il professore di filosofia naturale (in nome con il quale veniva chiamata allora la fisica), Wilkie, quando si ammalò, trovò in lui la persona più qualificata per tenere le sue conferenze sulla filosofia naturale. Playfair si laureò presso l'Università di St. Andrews con un master nel 1765.
Sei anni più tardi si candidò senza successo alla cattedra di filosofia naturale della sua università. Coltivando la sua vocazione di ministro gli fu concessa licenza di predicare nel presbiterio di Dundee nel 1770. Continuò, tuttavia, i suoi studi matematici e fisici, e nel 1782 si dimise dalla di carica di presbitero per diventare tutor di Ferguson di Raith. Grazie a questo incarico si trovò spesso ad Edimburgo ed ebbe quindi la possibilità di frequentare la società letteraria e scientifica della città. In particolare frequentò il corso di Storia naturale di John Walker.
Attraverso Nevil Maskelyne, che aveva conosciuto nel corso del celebrato esperimento Schiehallion nel 1774, guadagnò l'accesso agli ambienti scientifici di Londra. Nel 1785, quando Dugald Stewart sostituì Ferguson sulla cattedra di Edimburgo di filosofia morale, Playfair gli succedette in quella di matematica.
Nel 1795 pubblicò una alternativa e più rigorosa formulazione del già citato postulato delle parallele di Euclide, ora chiamato assioma di Playfair.
Nel 1802, Playfair pubblicò il suo celebre volume dal titolo Illustrations of the Huttonian Theory of the Earth. L'influenza esercitata da James Hutton nello sviluppo della geologia è in gran parte dovuto a questa pubblicazione. Nel 1805 scambiò la cattedra di matematica per quella di filosofia naturale succedendo a John Robison, a cui succedette anche come segretario generale della Royal Society di Edimburgo.
Sebbene fosse un uomo ricco, Playfair fu sepolto in una tomba anonima nel vecchio cimitero Calton, in Waterloo Place ad Edimburgo. Il monumento alla sua memoria, il Calton Hill, è visibile dal posto. La sua tomba e quelle dei fratelli James e William, sono state recuperate nel 2011 grazie ad una campagna locale.

## Opere

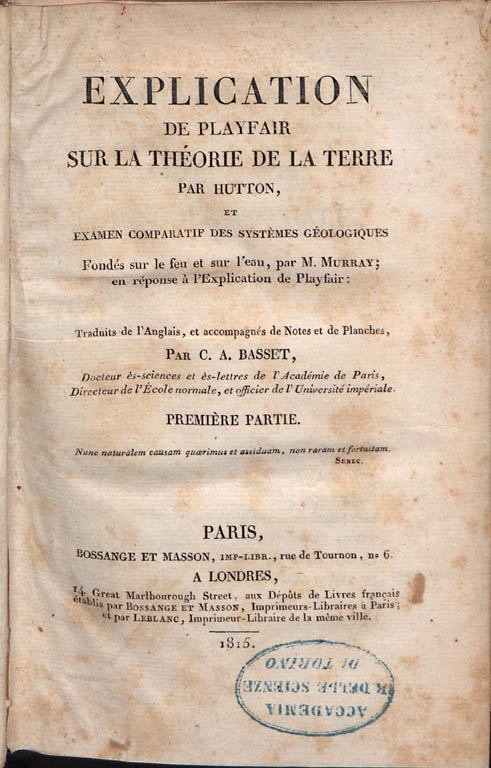
Explication de Playfair sur la Théorie de la Terre, 1815

- (FR) John Playfair, Illustrations of the Huttonian theory of the Earth, London, Pierre François Jean Baptiste Leblanc, 1815.